# Vasilij Sigarev
Vasilij Sigarev (Verchnjaja Salda, 11 gennaio 1977) è un drammaturgo e regista russo.

## Filmografia parziale

### Regista
- Volčok (2009)
- Žit' (2012)